# Canthium filipendulum
Canthium filipendulum är en måreväxtart som beskrevs av Jean Baptiste Louis Pierre och Charles-Joseph Marie Pitard. Canthium filipendulum ingår i släktet Canthium och familjen måreväxter.
Artens utbredningsområde är Vietnam. Inga underarter finns listade i Catalogue of Life.